# Dialogo (Primo Levi e Tullio Regge)
Il Dialogo tra Primo Levi e Tullio Regge è stato pubblicato nel 1984 e in nuova edizione, a cura di Ernesto Ferrero, nel 2005. È un libro breve che raccoglie una conversazione tra lo scrittore e il fisico avvenuta nel giugno del 1984 in due pomeriggi.

## Temi
I due parlano della Bibbia e del Talmud, di lingua ebraica, quindi della possibilità di passare le voci al sintetizzatore, di matematica e di ricordi del tempo del liceo, di chimica, latino, dell'Orlando Furioso, quindi del tempo dell'università e dei rispettivi studi, insegnanti, scoperte dell'età. Regge sostiene che la scienza sia per sua natura neutrale e parla del processo che subì Robert Oppenheimer. Ricorda anche il periodo all'università di Rochester e poi quello passato all'università di Princeton, dove ha conosciuto altri scienziati come André Weil. Parla poi di alcune scoperte e ricerche scientifiche, tra cui la teoria dei campi, la teoria di Kaluza-Klein e le undici dimensioni, definendo il concetto di numero e di dimensione come ancora troppo antropomorfo. L'argomento successivo della conversazione riguarda Freeman Dyson e Fred Hoyle, la finitezza del linguaggio umano (che ha un numero limitato di segni e combinazioni) inadeguato a rappresentare l'universo, quindi l'indecibilità di certi teoremi. Regge dice che per lui l'universo è come La biblioteca di Babele di Borges, cioè infinito, e dunque consenziente a tutto ciò che è permesso e quindi obbligatorio al suo interno. Ammette il suo interesse per l'esistenza di molti mondi, legati alle teorie di Everett e Wheeler e Levi commenta: "un'idea possibile, non dimostrabile in nessun modo". Quando la fisica non può più sperimentare diviene teologia, metafisica, filosofia. Si capisce dunque perché il prossimo argomento di conversazione è la letteratura di fantascienza (H. G. Wells, Jules Verne, Isaac Asimov, Arthur C. Clarke), i viaggi interstellari, le stazioni spaziali, il cilindro di O'Neill, la cultura non scientifica in genere. Regge, parlando di musica, rivela la sua preferenza per Bach e per la costruzione matematica della sua musica. In letteratura, dice che si è interessato al Doctor Faustus di Mann e a L'uomo senza qualità di Musil, ma anche a Lewis Carroll che con il suo coniglio che corre sempre e resta fermo ha dato il nome a un concetto di fisica. Levi parla invece del suo rapporto con la chimica, dove sta come davanti a un assortimento di metafore e ricorda il racconto del potassio ne Il sistema periodico. Dice che scegliere e pesare le parole ha a che fare con la chimica bassa, quasi da cucina, più che con astrattezze. Sostiene, inoltre, che la chimica gli ha insegnato una grande pazienza e che ha capito che doveva usare anche lui un computer, gettandosi nel suo campo senza manuale, sbagliando e correggendosi da sé. I due quindi parlano del futuro in mano alle macchine che ci illudono d'essere intelligenti, ma di fatto sono solo pignole, docili e instancabili.
Nella postfazione del 2005, Tullio Regge ricorda il suo rapporto con Primo Levi prima e dopo la conversazione, la sua curiosità intellettuale che definisce "senza limiti", dice che non era un profeta (come a volte veniva considerato suo malgrado) ma sicuramente un maestro. E conclude sostenendo, in compagnia di Rita Levi Montalcini (che pensa lo stesso e lo ha scritto in Elogio dell'imperfezione), che non si sia suicidato ma sia caduto nella tromba delle scale per una perdita improvvisa di controllo.

## Edizioni
- Dialogo, Milano: Ed. di Comunità, 1984 ISBN 8824502105
- Dialogo, Torino: Einaudi ("Gli struzzi" n. 329), 1987 ISBN 8806599283
- (EN)  Conversations, trad. di Raymond Rosenthal, London: Tauris, 1989 ISBN 185043154X
- (EN)  Dialogo, trad. di Raymond Rosenthal, Princeton University Press, 1989 ISBN 9780691085456
- (FR)  Dialogue, trad. di Thierry Baud , Paris: Eshel, 1991 ISBN 9782906704336
- Dialogo, Milano: Mondadori, 1994 ISBN 8804383011
- Dialogo, Torino: Einaudi ("ET" n. 1330), 2005 ISBN 8806174606